# Elaphoglossum rheophilum
Elaphoglossum rheophilum är en träjonväxtart som beskrevs av Masahiro Kato. Elaphoglossum rheophilum ingår i släktet Elaphoglossum och familjen Dryopteridaceae. Inga underarter finns listade.